# نبیل معلول
نبیل معلول (عربی: نبیل معلول؛ زادهٔ ۲۵ ژوئیهٔ ۱۹۶۲) یک بازیکن فوتبال و سرمربی اهل تونس است.
وی همچنین در تیم ملی فوتبال تونس بازی کرده‌است.